# Île aux Cygnes
| Île aux Cygnes med Frihetsgudinnan och Eiffeltornet i bakgrunden. |  | Karta över Île aux Cygnes. |
| Île aux Cygnes med Frihetsgudinnan och Eiffeltornet i bakgrunden. |  | Karta över Île aux Cygnes. |

Île aux Cygnes är en ö i centrala Paris. På ön står Paris egen frihetsgudinna.